# Château du diable (Roc la Tour)

Le Château du diable est une légende ardennaise qui se déroule au Roc la Tour situé sur la commune de Monthermé, en France.

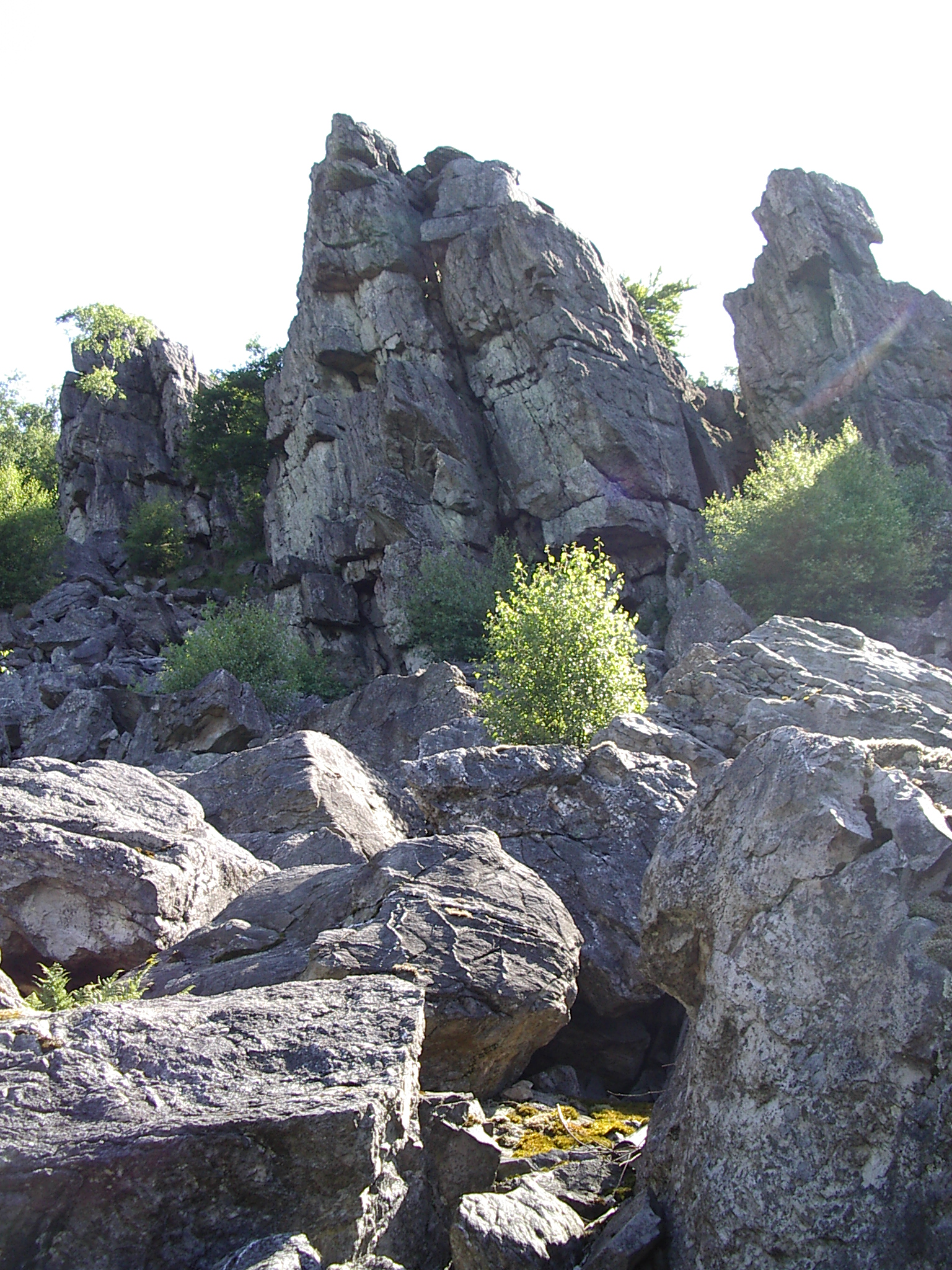
Le Roc la Tour culmine à 408 mètres.

## La légende
Il y a de cela bien longtemps, bien longtemps, un seigneur dont on a oublié le nom voulait faire bâtir un château sur le Roc la Tour. Mais comment construire un château ? C’est qu’il n’était pas riche, ce seigneur, et puis bâtir un château sur la crête de ces rochers semblait bien tâche surhumaine. Aussi le seigneur se tourna-t-il vers le Diable. 
- Que veux-tu ? - Pourrais-tu construire un puissant château au sommet de ces rochers ? - C’est bien facile. Je te propose un marché : ton âme m’appartiendra à ta mort, et en échange je te bâtis immédiatement le château que tu désires. Ce sera le château le plus imposant de toute l’Ardenne. Il sera terminé avant le chant du coq. Sommes-nous d’accord ?
Le seigneur accepta. Aussitôt apparut une armée de diablotins qui, éclairés par les feux follets, commencèrent à élever le château sous la direction du Diable. Le travail avançait bien, mais le Diable et ses ouvriers faisaient un tel tapage qu’ils réveillèrent un coq du voisinage. Trompé par la lueur des lumerottes et tout ce bruit, le coq crut l’aube arrivée et chanta de toutes ses forces.
- Ah le malavisé ! s’écria le Diable, écumant de rage. Il me fait perdre une âme.
D’un puissant coup de sa patte fourchue, il démolit le château dont toutes les pierres dégringolèrent dans la Semoy. C’est ainsi que naquirent les rapides de Phades.

## Le site
Le Roc la Tour culmine à 408 mètres et domine la forêt Ardennaise dans un superbe cadre de verdure. Orienté au sud-ouest, le petit massif de quartzite comporte à sa base un important amas de blocs pierreux. Il est essentiellement composé de trois tours verticales et d’une petite paroi, dont la hauteur varie entre 10 et 15 mètres.